# Warface
Warface é um jogo eletrônico on-line free-to-play de tiro em primeira pessoa desenvolvido pela Blackwood Games e distribuído globalmente pela MY.GAMES(divisão de jogos da Mail.ru)
O jogo é disponível na plataforma Windows e foi produzido com o motor gráfico CryEngine 3. ele foi originalmente destinado para um lançamento na China. Em agosto de 2011, a Crytek anunciou que o jogo iria bater o record de vendas nos mercados ocidentais em 2012. Foi anunciado em julho de 2012, que a empresa Trion Worlds iria publicar o jogo nos Estados Unidos, Nova Zelândia, Turquia, Austrália e Europa. No Brasil, o Warface era distribuído pela Level Up! Games desde maio de 2013.
Em agosto de 2012 foi feito um anúncio de que Warface poderia estar vindo para consoles como Xbox 360 e PlayStation 3 em um futuro próximo. Em 28 de agosto de 2013, a Crytek anunciou que o Warface viria para Xbox 360 no início de 2014.

Warface está presente em todas as plataformas. Nos consoles da Microsoft(Xbox One), Sony( PlayStation 4) e Nintendo. Até o momento o cross-play está disponível apenas entre usuários do Xbox e PlayStation, havendo a expansão para o Nintendo(ainda em desenvolvimento). Nos consoles, Warface possui uma economia de jogo totalmente diferente quando comparada a versão tradicional do jogo na versão desktop. Há também o diferencial de atualizações, que são aplicadas de forma desvinculada com a versão para computadores.
Em Outubro de 2020, a Level Up! Games anunciou a migração para os serviços da My.games, e posteriormente o encerramento da venda de War Cash em suas lojas e revendedores autorizados. Os jogadores já podem vincular suas contas para poder jogar em território nacional.

## Jogabilidade
Warface utiliza o motor gráfico CryEngine 3, o mesmo utilizado em jogos como Crysis 3. Warface conta com uma jogabilidade realista, que aumenta a sensação de imersão nos combates. Por exemplo, para subir em locais muito altos, você precisará da ajuda de um companheiro, para que um dê um “pezinho” para o outro e depois seja puxado. Da mesma forma, seus aliados podem ajudá-lo a voltar à ação se você tiver sido incapacitado pelo inimigo, mas ainda não tiver morrido. O jogo também conta com uma habilidade, em que o jogador pode deslizar-se pelo chão, semelhante à um carrinho.
No jogo há como personalizar suas armas, como por exemplo colocar miras, trilhos e silenciadores, adaptando-a ao gosto do jogador.
Warface conta também com um sistema de recompensas, no qual você deve selecionar entre três Fornecedores qual o tipo de item você planeja liberar em seguida para poder usar como equipamento. Dessa forma, cada jogador evolui de forma diferente dos outros, montando um arsenal próprio de armas e equipamentos.
Você também pode aumentar sua fama e prestígio, com a ajuda do Sistema de Desafios. Nele, conforme você completa diversos desafios do jogo, novas Marcas, Insígnias e Fitas são liberadas para que você personalize sua TAG e se diferencie ainda mais dos outros jogadores.

## Enredo
Num futuro próximo, as nações do mundo entraram em colapso. Isso abriu caminho para que o conglomerado militar Blackwood ascendesse ao poder, eliminando brutalmente todos aqueles que ousassem desafiá-lo. Você é um membro do Warface, um grupo de resistência com poder de fogo e habilidade para confrontar estes opressores.

## Moedas do jogo
O jogo contém 3 moedas. GP, Crown e Kredits(moeda paga).
WF$: é a principal moeda do jogo. Com ela você poderá comprar itens liberados em fornecedores, armas da loja e warboxes de GP. Você também poderá reparar itens permanentes do inventário. O GP pode ser obtido através de contratos, partidas PVP, Sobrevivência, COOP e premiações do jogo.
Crown: também chamada de Coroas (em PT-BR), uma pequena parte das armas, equipamentos, etc. pode ser comprada com este tipo de moeda. Ele é obtido ao completar missões PvE em tempo hábil e com uma pontuação alta. Eles também podem ser obtidos completando os contratos. Os itens comprados com crowns fornecem estatísticas melhores.
Kredits: Os Kredits ou Créditos (em PT-BR) é a moeda comprada no jogo que é obtida ao comprá-la com dinheiro real, através do site do jogo. Esta moeda é usada principalmente para comprar moedas de ressurreição (para reaparecer em missões PvE) e Boosters para aumentar EXP, $ e VP e armas na loja do jogo.

## Modos de jogo

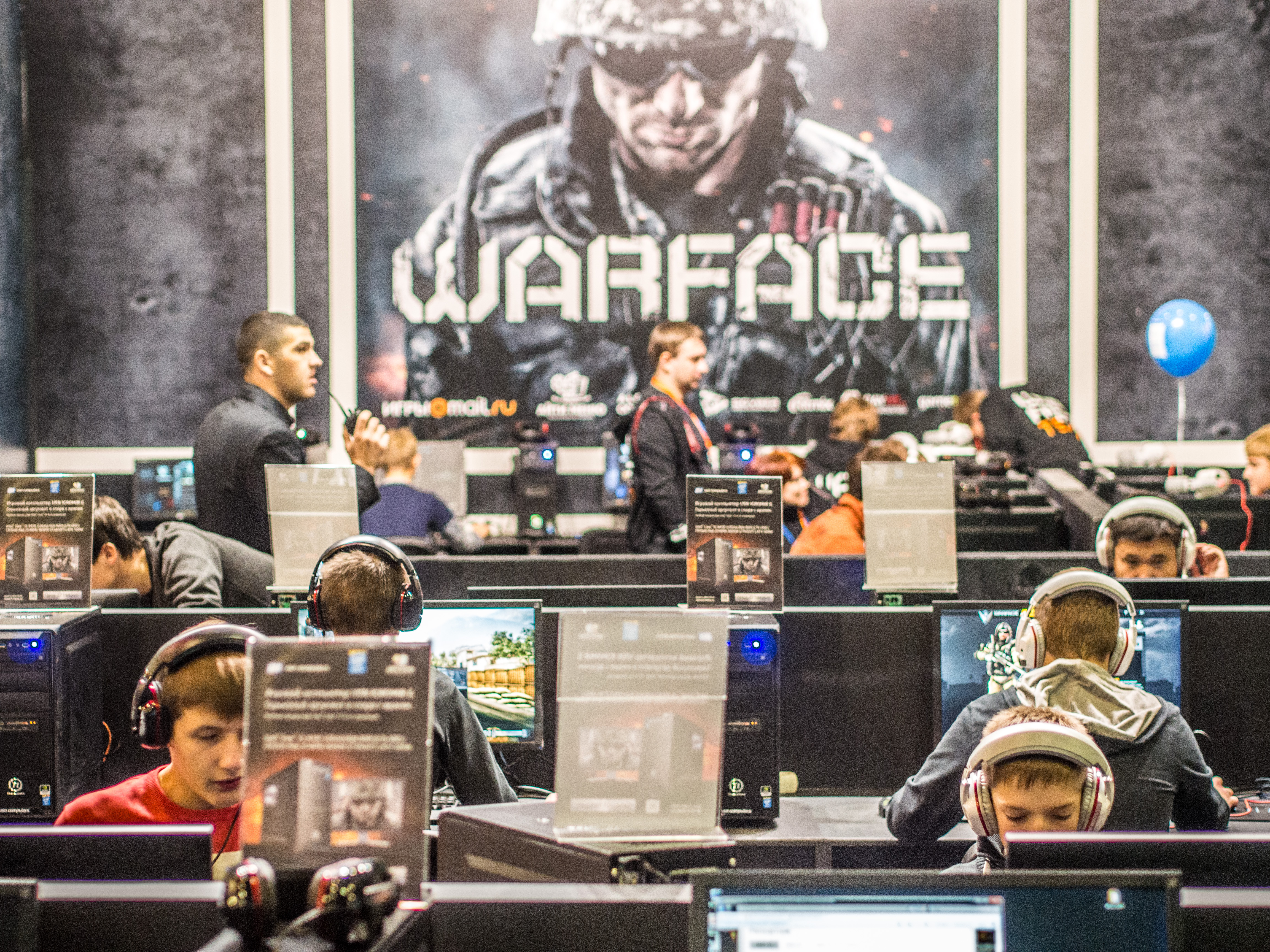
O jogo "Warface" no evento de jogos russo "Igromir 2013"

Em Warface existem quatro modos diferentes de jogo, dentre eles: o Modo PVP, ou Player versus Player (jogador contra jogador), Coop (cooperativo), Operações Especiais (sobrevivência) e as Partidas Ranqueadas (Partidas Classificatórias).

### PvP (Player vs. Player)
No modo PVP (Player vs. Player, ou Jogador vs. Jogador, em PT-BR), como o próprio nome já diz, você batalha contra outros jogadores, seja sozinho ou em equipe.
O modo PVP é subdividido em 10 modos, sendo que os mapas são divididos de acordo com o cada modo de jogo PVP, sendo que há uma lista de "salas" em que você pode escolhe-las de acordo com seus modos. Os modos de jogo PVP são:

#### Capture
Em Capture, uma ogiva é colocada na base da equipe defensora. Uma equipe é designada para defender a ogiva, e a outra equipe deve trazer a ogiva de volta para sua base. Não há reaparecimento neste modo. A equipe de ataque deve trazer a ogiva para sua base para vencer e a equipe de defesa deve proteger a ogiva por 3 minutos. Pode ser jogada em 6 ou 11 rounds sendo que a cada 5 rounds a função de cada equipe alterna entre atacar e defender.

#### Free-for-All
Este é o clássico "você contra todos", onde o modo de jogo onde é cada um por si. Basicamente, cada jogador neste modo de jogo é seu inimigo e seu objetivo é matar o maior número de inimigos dentro do prazo estipulado. Esses mapas são geralmente grandes e com bastante cobertura. Existe um limite de 500 mortes e um limite de tempo de 10 minutos antes do final do jogo. O jogador com a maior quantidade de pontos vence.

#### Destruction
Em Destruction, há um ponto de captura colocado no centro do mapa. O objetivo é usar o rádio para convocar ataques aéreos na base do time adversário. Para convocar um ataque aéreo, você deve interagir com o rádio por algum tempo, no qual estará vulnerável. Os ataques aéreos afetam parte da base do time inimigo. Vence a primeira equipe a chegar a 1000 pontos. Demora 3 segundos para capturar o ponto. O ponto de captura dá 3 pontos a cada segundo.

#### Domination
Semelhante a Storm e Destruction. Existem muitos pontos de captura, todos disponíveis desde o início. As equipes podem capturá-los para obter pontos. A equipe que chegar primeiro a 1000 pontos vence. Cada ponto de captura dá 2 pontos por segundo. A dominação tem um limite de tempo de 8 minutos. Se o tempo acabar, ganha a equipe com mais pontos.

#### Plant the bomb
Este é o Team Deathmatch é essencial, mas com duas mecânicas de jogo adicionais: a equipe atacante coleta uma bomba no início da partida, onde acompanha o plantador de bombas e planta em um dos dois locais de planta viáveis, 1 ou 2, e não há respawning. 
Cada rodada tem um limite de tempo de 2 minutos em que a equipe atacante deve plantar a bomba. Se o tempo acabar e a bomba não for plantada, a equipe defensora ganha. Depois que a bomba for plantada, a equipe de defesa deve desarmá-la em 1 minuto ou ela explodirá. A bomba leva 7 segundos para plantar ou desarmar (ou 3,5 segundos para o engenheiro).
Para vencer, a bomba deve ser detonada / desativada ou o time inimigo deve ser completamente eliminado. Pode ser jogada em 6 ou 11 rounds sendo que a cada 5 rounds a função de cada equipe alterna entre atacar e defender.

#### Team Deathmatch
Esta é a luta clássica de duas equipes até a morte, em que duas equipes se enfrentam em um cronômetro para ver qual delas sai por cima: Warface ou Blackwood. A equipe que atingir 150 pontos primeiro vence. O tempo limite é de 10 minutos e se o tempo acabar, vence a equipe com mais pontos. 
Um ponto é adicionado à pontuação de um time cada vez que um jogador do time inimigo dá respawn. Se eles forem ressuscitados por um desfibrilador, nenhum ponto será contabilizado.

#### Storm
A equipe atacante deve capturar os objetivos especificados no mapa ficando perto deles e a equipe defensora deve defender o ponto de captura matando quaisquer inimigos que tentarem capturá-lo. Há um total de três pontos de captura, cada um em uma área diferente do mapa. Depois que um ponto é capturado, o próximo fica disponível. São duas rodadas, e ambas têm limite de tempo de 10 minutos.
Após o término do primeiro turno, a equipe atacante e a equipe defensora mudam de função e o segundo turno começa. Se a equipe atacante conquistou todos os três pontos no primeiro turno, a duração do segundo turno será reduzida para o tempo necessário para capturar o terceiro ponto. O time que capturar mais pontos de captura no menor tempo vence o jogo. Se ambas as equipes capturaram a mesma quantidade, a equipe que capturou o último ponto de captura mais rápido vence.

#### Hunt
Semelhante ao Free-for-All. Depois de matar um inimigo, eles deixarão cair uma Dog Tag vermelha, que pode ser coletada para ganhar pontos. Se você morrer, você deixará cair uma Dog Tag azul, que você pode coletar para evitar que outros jogadores a obtenham, esta Dog Tag não dará você quaisquer pontos. O jogo terminará após 15 minutos. O jogador com a maior quantidade de pontos vence. 

#### Blitz
Semelhante ao Plant the Bomb. A bomba já está plantada no centro do mapa. A equipe de ataque deve desarmar a bomba em 90 segundos e a defesa deve proteger a bomba até que ela detone. A bomba pode ser desativada em 7 segundos ou 3,5 segundos para o engenheiro. Pode ser jogada em 6 ou 11 rounds sendo que a cada 5 rounds a função de cada equipe alterna entre atacar e defender.

#### Battle Royale
Semelhante ao Free-for-All. O objetivo deste modo de jogo é ser o último sobrevivente. Os jogadores começam apenas com suas armas brancas e itens especiais são desativados. As armas podem ser encontradas dentro de caixas espalhadas pelo mapa. Airdrops contendo as melhores armas podem eventualmente aparecer ao redor do mapa. Após 30 segundos desde o início, a área do mapa começará a diminuir. Qualquer pessoa dentro da zona da morte sofrerá danos. O último jogador vivo vence.
Este é o único modo de jogo que permite até 32 jogadores. Depois que um jogador morre, ele pode sair sem perder as recompensas. As recompensas serão dadas após o término da partida.

#### Observações
- Nas salas de jogo criadas pelos jogadores, em partidas com rounds (Plant the bomb, Capture e Blitz), a quantidade de rounds pode ser 11 ou 6, dependendo da escolha do líder da sala. Já nas salas de jogo rápido, em partidas com rounds (Plant the bomb, Capture e Blitz), a quantidade de rounds é sempre 6.
- Nas salas de jogo criadas pelos jogadores, o líder de cada sala além de poder limitar a quantidade de rounds, tem à disposição outras funções como escolher qual ou quais classe(s) serão liberadas para a partida; escolher entre permitir todas as armas ou só armas secundárias ou só armas corpo á corpo; expulsar jogadores da sala; a quantidade de jogadores na sala (que varia entre um número mínimo de 4 jogadores e um número máximo de 16 jogadores, divididos em duas equipes)
- A quantidade de jogadores nas salas de jogo rápido é de sempre 16 jogadores,exceto o modo Battle Royale.

### Co-op (Cooperativo)
Co-op é um modo PVE em que você enfrenta inimigos com inteligência artificial, junto com uma equipe de cinco jogadores. Nele, há dificuldades Treino, Fácil, Normal e Difícil. Ganhando, no final da partida o jogador é recompensado por experiência, GP, e uma certa quantia de Crowns. Neste modo, existem 4 dificuldades de missões:

#### Treino
Considerado um ambiente de treinamento onde o jogador pode se familiarizar com os diferentes tipos de adversários e táticas de seleção. Embora razoavelmente fáceis, essas missões podem ser ligeiramente lucrativas em termos de dinheiro e experiência adquirida, já que a dificuldade está relacionada ao valor da recompensa. O mapa / missão é sempre o mesmo. 

#### Fácil
O primeiro verdadeiro teste das habilidades de um esquadrão, e requer um verdadeiro trabalho em equipe e habilidades individuais. Essas missões geralmente apresentam algum tipo especial de desafio, como uma luta de chefe ou um "objetivo safari". Missões fáceis são atualizadas a cada 24 horas, fornecendo aos jogadores novas conteúdo todos os dias. Um tempo rápido e uma pontuação alta renderão no máximo 24 crowns.

#### Normal
Campanha mais difícil que requer grande quantidade de cooperação e habilidades, mas fornece o dobro da recompensa das missões fáceis e assim como as missões fáceis, as missões normais são atualizadas a cada 24 horas. Um tempo rápido e uma pontuação alta renderão um máximo de 56 crowns.

#### Difícil
Extremamente mais difícil do que a dificuldade normal; os NPCs causam enormes quantidades de dano e uma alta coordenação de equipe e conhecimento de classe são necessários. Assim como as missões fáceis e normais, as missões difíceis são atualizadas a cada 24 horas. Um tempo rápido e uma pontuação alta permitem no máximo 120 crowns. O fogo amigo está habilitado com 60% de redução de dano.

### Operações Especiais
Também conhecido como Sobrevivência, este modo é diferente do Cooperativo e do PvP. Embora se assemelhe ao Coop, neste modo suas habilidades como bom jogador serão testadas. O modo operações especiais, contém diversas missões e a maioria conta com diferentes graus de dificuldade a ser escolhidos pelo jogador, sendo que para acessá-las é necessário ter uma moeda de acesso. São elas:

#### Darkness
Darkness é uma missão de sobrevivência, também conhecida como Cyber Horde (ou Horda Ciborgue, em PT-BR) sendo disponível em três dificuldades (fácil, normal e difícil). Aqui você vai escoltar um veículo EMP (pulso eletromagnético) por uma floresta escura e precisa protegê-lo dos ciborgues. Se o veículo for destruído, a missão falhará. Além disso, você deve ficar perto do veículo ou começará a sofrer danos.
Chegue ao centro do complexo do laboratório com o veículo, o Crusher aparecerá. Destrua o Crusher para completar a missão.
Os ciborgues Alfa, Beta e Ômega recebem mais dano de armas de Sniper Rifles, Anti-Cyborg, Gold, Crown, Cyber Slayer e Ares. Os ciborgues Screamer, Kamikaze, Heavy, Destroyer e Crusher não são afetados por essas armas. O dano à cabeça de todos os ciborgues é dobrado (exceto o Esmagador). Na dificuldade Difícil, o dano à cabeça é quintuplicado em vez de dobrado para ciborgues Alfa, Beta, Ômega e Screamer.

#### Cold Peak
A missão de sobrevivência Cold Peak (Pico Gelado, em PT-BR), tem como objetivo chegar aos portões da fortaleza Blackwood e destruí-la. Cold Peak tem três atos: Ponta de Lança, Emboscada e Zênite. É possível jogar os atos separadamente ou a Cold Peak Maratona para todos os três atos ao mesmo tempo.
Cold Peak tem muitos objetos que podem ser encontrados nele. Caixas contendo recursos ou lançadores SA-16, minas de proximidade inimigas que matarão jogadores, bem como barris explosivos e barris de veneno mortal.
Cold Peak tem um sistema de recursos que permite aos jogadores coletar recursos e usá-los para construir defesas contra as forças Blackwood.
- Recursos: Cold Peak possui recursos que podem ser usados para muitos fins, como consertar o terminal e geradores e construir barricadas. Os recursos podem ser obtidos matando os inimigos Blackwood ou abrindo as caixas de recursos encontradas ao redor do mapa.
- Objetivos secundários: em Ponta de Lança e Emboscada, objetivos secundários podem ser concluídos para ganhar 1000 recursos para cada objetivo concluído. Um pequeno grupo de Assaltos e Escudos também aparecerá quando um Objetivo Secundário começar. Um objetivo secundário aleatório pode ser disponibilizado nas ondas 3, 5 e 7.

#### The Great White
Também conhecido como Assassinato, se passa em um grande edifício no qual deve ser neutralizado Oberon White, o cérebro e dinheiro por trás da organização Blackwood. Este modo consiste em passar 19 andares lotados de inimigos. A cada andar passado, a dificuldade vai aumentando. Chegando a níveis elevadíssimos e requerendo um entrosamento aprimorado entre a equipe. Há um total de 18 ondas, sendo que cada vez que você termina uma onda, você segue para o elevador e passa para o próximo nível. Os inimigos encontrados aqui têm três níveis de dificuldade, indicados por sua aparência. No último andar, você precisará destruir o helicóptero Blackbird que está partindo, por um curto período de tempo.
Há um checkpoint no início de cada onda e outro checkpoint quando o helicóptero Blackbird está com sua saúde esgotada.

#### Volcano
Volcano é uma missão de sobrevivência. Também conhecido como Earth Shaker (Terremoto, em PT-BR). Disponível em 3 dificuldades(fácil, normal e difícil) foi a única missão a ter uma quarta dificuldade, a Hardcore, que desde então foi removida em atualizações recentes em abril / maio de 2020. 
Você vai invadir o complexo de Blackwood localizado em um vulcão. Você precisará avançar setores enquanto destrói torres poderosas. Setores só podem ser avançados se todas as torres do setor forem destruídas. No Setor 9, não há torres. No Setor 11, os Armadilhos são opcionais e não precisam ser destruídos para avançar os setores.
O objetivo é chegar ao Setor 13 e destruir Ursula, enquanto luta contra Cobras e o Esquadrão Blaster armados com armas de energia. Para isso, cada jogador receberá um FCG-R3 K1 ao final do Setor 12.
Dentre os inimigos estão as torres:
- Moreias: sentinelas de combate de curto alcance;
- Vespas: sentinelas de combate sniper com sistema de alvo avançado;
- Cobras: sentinelas de combate básico com metralhadoras;
- Armadilhos: sentinelas de combate de ataque surpresa;
- Mamutes: sentinelas de combate pesado altamente fortificados

#### Anubis
Anubis (Anúbis, em PT-BR) é uma missão de sobrevivência, disponível em 3 dificuldades (fácil, normal e difícil). A missão é dividida em três atos: Cânion, Doca Seca e Pirâmide. O Cânion exige que a equipe sobreviva ao fogo pesado dos soldados Blackwood localizados em posições elevadas enquanto lida com várias minas terrestres. A Doca Seca é a instalação interna onde a equipe deve destruir um submarino Blackwood. E, finalmente, a Pirâmide contém uma fábrica que produz os ciborgues de Blackwood. Os jogadores têm que destruir a fábrica e sobreviver ao ataque final do enxame de ciborgues solto.

#### Escape from Anubis
Escape From Anubis (Escapar de Anúbis, em PT-BR) é uma missão de sobrevivência, disponível em 3 dificuldades (fácil, normal e difícil). Também conhecido como Blackout. A missão divide-se em introdução e três atos.
Introdução
Você começa essa missão a partir da última parte da missão Anubis. Sobreviva ao ataque do Cyborg até que o veículo blindado chegue. Entre no veículo e defenda-o enquanto é atacado por soldados Blackwood e Cyborgs.
Ato 1
O veículo chegará na área escura. Sua equipe terá que sobreviver e chegar ao posto avançado de Blackwood. Fique perto das áreas iluminadas e mate os ciborgues.
Ao chegar ao posto avançado de Blackwood, você deve entrar no bunker. Dentro do bunker, você deve destruir as torres de defesa. Depois de fazer isso, saia do bunker e siga um caminho para uma aldeia local próxima.
Ato 2
Siga a estrada para a aldeia e siga até a saída. Tenha cuidado com as minas terrestres após sair da aldeia.
Faça o seu caminho para as ruínas. Dentro das ruínas, um Enigma aparecerá, certifique-se de eliminá-lo rapidamente. Alcance a instalação e desligue-a para interromper a produção de novos ciborgues.
Ato 3
Saindo da instalação, você aparecerá em um desfiladeiro do lado de fora. Lute contra as forças de Blackwood e alcance sua base militar, evitando as minas terrestres. Você vai lutar contra uma torre Mammoth. Depois de destruir a torre, você precisará destruir o Sharckopter usando RLGS-100 Rocket Launchers.
Depois de eliminar o helicóptero, vá para a área de pouso. Agora você terá que lutar contra ondas de soldados Blackwood e Enigmas. A missão termina quando você elimina com sucesso todos os inimigos. 

#### Black Shark
Black Shark (Tubarão Negro, em PT-BR) é uma missão de sobrevivência, disponível em 3 dificuldades (fácil, normal e difícil). O General Wharton descobre que Blackwood começou a construção de um arranha-céu nos Bálcãs, que se parece surpreendentemente com a Torre do Tubarão Branco de Oberon, invadida por Warface no passado. A Wharton envia uma equipe de especialistas para demolir o prédio enquanto ele ainda está em construção, acreditando que isso afetaria efetivamente quaisquer planos que Blackwood possa ter para ele.
Nesta operação, os jogadores têm de se infiltrar em um arranha-céu como parte de um esquadrão de elite para abrir caminho em cada andar cheio de inimigos e derrubar a torre. O esquadrão vai lutar contra soldados blackwood, cyborgs e torres.
De forma semelhante ao The Great White, a equipe precisa limpar a torre andar por andar, e cada andar consecutivo representa um desafio crescente. No decorrer da missão, a equipe encontra o grupo perdido da Operação Cold Peak e, por fim, transforma a torre em pó. É revelado que Black Shark foi projetado como uma antena gigante para controlar os ciborgues de Blackwood na região.

#### Icebracker
Icebracker (Quebra Gelo, em PT-BR) é uma missão de sobrevivência, disponível em 3 dificuldades (fácil, normal e difícil). Após os eventos de Black Shark, Blackwood, em retaliação, lança um ataque frontal completo ao quartel-general do Warface na América do Norte. O General Wharton mobiliza todas as forças disponíveis para defender o QG.
Ato 1
Estágio 1. Periferia
Neste estágio, a equipe tem que romper a floresta cheia de tropas Blackwood e chegar à entrada subterrânea dos silos de mísseis. O inimigo despacha cápsulas que devem ser disparadas no ar, ou então se transformarão em torres poderosas ao pousar. Então, o navio K017 deve ser destruído para avançar.
Ato 2
Etapa 1. Primeiro Silo de Mísseis
A equipe é ordenada a descer aos silos e recuperar o controle sobre os terminais de guia de mísseis, hackeados por Blackwood, e parar o lançamento do míssil. Para contornar o sistema de defesa hackeado, a equipe deve passar pelos dutos de ventilação.
Estágio 2. Radio Bunker
Este é o segundo estágio 'ao ar livre' da missão, onde a equipe se move pela área infestada de minas terrestres para chegar ao bunker radior, e enfrenta dois helicópteros experimentais Shackopter-MG 3000 e depois um mamute.
Estágio 3. Segundo Silo de Mísseis
A equipe tem que descer a um segundo silo e inserir as coordenadas transmitidas no terminal para lançar um míssil contra a frota de Blackwood.
Ato 3
Estágio 1. Turret Storm
Lá fora, a equipe tem que lutar contra os soldados Blackwood e destruir as cápsulas da torre semelhante ao primeiro estágio. O navio de mísseis deve ser destruído para avançar.
Etapa 2. A Base
A equipe finalmente consegue acessar a base do Warface, onde são recebidos pelo General Wharton e recebem ordens para atacar o Blackwood Super Cruiser usando o Blackwood Hovercraft roubado.
Ato 4
Estágio 1. O carro-chefe
A luta final com o chefe. A equipe deve destruir três canhões cruzadores e o motor, enquanto desvia dos ataques de artilharia do navio e lida com os inimigos. A missão termina quando o Flagship é derrotado.

#### Pripyat
Pripyat é uma missão de sobrevivência que é também conhecida como Chernobyl, é disponível em 3 dificuldades (fácil, normal e difícil). Equipe Warface pousa em Chernobyl para investigar os planos de Blackwood no local.
A missão é dividida em três atos.
Ato 1
Você pousará em Pripyat. Investigue o prédio e mate todos os inimigos. Você entrará em uma sala com alguns infectados, onde será emboscado por Blackwood Assaults e Medusa Drones enquanto eles lançam fumaça e granadas de flash. Depois de sobreviver à emboscada, saia do prédio.
Siga a estrada e você encontrará alguns infectados e punidores. Continue em frente em direção ao edifício da piscina, que será guardado por algumas torres. Entre no prédio e reagrupe na área da piscina. Blackwood irá atacar a área e ativar algumas torres. Depois de sobreviver ao ataque, plante um C4 que criará um caminho para sair do prédio.
Agora, você terá que passar por uma zona de radiação com alguns infectados. Evite sair da estrada, pois você sofrerá danos com a radiação. Você será atacado por Crushers, Deadshots e uma Medusa. Depois de lidar com eles, siga o caminho para o próximo edifício enquanto mata todos os inimigos no caminho.
Dentro do prédio, Blackwood Assaults vai atacar mais uma vez. O APC-3000 aparecerá, mas não pode ser destruído lá. Suba as escadas e vá para o telhado, e elimine todos os inimigos e torres lá.
Um Sharckopter irá então atacar, que deve ser destruído com lançadores de foguetes RLGS-100. Com o Sharckopter abaixado, destrua a porta com um C4 e desça as escadas para sair do prédio.
Ato 2
A equipe agora deve seguir o caminho até encontrar o complexo Bunker. Haverá torres com escudos de energia lá, que protegem as torres. Esses escudos podem ser desativados temporariamente com um lançador de foguetes, mas apenas por alguns segundos.
Continue lutando e entre no bunker. Dentro do bunker, a equipe encontra informações sobre os SEDs, inimigos quase incontroláveis. Entre na sala de teste e lute contra um SED. A única fraqueza do SED é corpo a corpo, mas deve ser derrubado primeiro atirando nele. Elimine todos os SEDs e saia do bunker.
Siga o caminho que leva aos pântanos. Sobreviva ao ataque de Blackwood nos pântanos e continue em direção à torre. Você precisará destruir o APC-3000 que está protegendo a torre com lançadores de foguetes e prosseguir para a torre.
Entre na torre e ative o elevador. A equipe tem que sobreviver até o elevador chegar e usá-lo para avançar até o topo da torre.
Ato 3
No topo da torre, ative o painel de controle. O Louva-a-deus, o chefe final de Pripyat, aparecerá. Ele só pode ser danificado por lançadores de foguetes, mas tem um escudo de energia que o protege. O escudo pode ser destruído com um foguete, mas é reconstruído após alguns segundos. Ele tem duas armas, uma metralhadora e uma arma de energia localizada embaixo dela. A missão termina quando o Mantis é destruído.
Os inimigos que aparecem aqui dependem da saúde do Louva-a-deus.

#### Hydra
Hydra (Hidra, em PT-BR), é uma missão de sobrevivência. Ao contrário de outras missões PvE, este mapa só pode ser jogado por no máximo 3 jogadores. Os jogadores receberão recompensas após o término do ciclo de recompensas se completarem pelo menos 5 ondas. As recompensas serão melhoradas se 10, 15 ou 20 ondas forem concluídas. Recursos
Hydra tem recursos que podem ser usados para muitos propósitos, como consertar o terminal apenas uma vez, comprar um lançador de foguetes, ativar torres aliadas, ativar lasers mortais e escudos balísticos. Os recursos podem ser obtidos no final de cada onda, em caixas ao redor do mapa e completando Mini-conquistas. A maneira mais fácil de fazer isso é pular antes de cada morte o máximo possível e atirar na cabeça (os tiros na cabeça do Cyborg não dão nada, mas ainda são a maneira mais eficaz de matá-los).
Eventos aleatórios
Durante o curso da missão, podem ocorrer eventos aleatórios, como: uma queda de energia que desativa todos os itens relacionados aos recursos até que seja restaurada, barreiras de energia que exigem explosões de foguetes para serem destruídas, gás venenoso ao redor da área do terminal, fumaça vermelha nas rampas. Exigir que os jogadores se adaptem a tais adversidades.

#### Mars
Mars (Marte, em PT-BR) é uma missão de sobrevivência, disponível em 3 dificuldades (fácil, normal e difícil). O ataque de “Marte” leva os jogadores ao Planeta Vermelho, encarregado de resgatar os colonos humanos da maligna organização militar Blackwood. Pela primeira vez, os jogadores estarão completando a missão jogando como temíveis SEDs – robôs humanoides programados com seu próprio estilo de combate e armas modulares únicas.
As armas modulares especiais do SED, chamadas Arcus, não requerem munição. Em vez disso, os jogadores terão que monitorar a bateria blaster, evitando o superaquecimento. Armas modulares Arcus terão três modos de disparo: automático, sniper e o terceiro modo, que ficará disponível após completar vários desafios. A experiência de “Marte” também contará com novos inimigos e dois novos chefes. Durante o jogo, os jogadores experimentarão a baixa gravidade e explorarão vastos locais abertos do deserto de Marte, assim como os interiores da colônia da Terra no Planeta Vermelho. A chave para o sucesso na missão é o trabalho em equipe bem coordenado: o jogo apresenta episódios furtivos que recompensarão o trabalho em equipe.

#### Sunrise
Sunrise (Sol Nascente, em PT-BR) é operação especial. Esta missão apresenta novos inimigos, o SED-2 e o Firestarter, que são versões aprimoradas do SED.
Furtiva
Em alguns pontos desta missão, você precisará empregar táticas furtivas para prosseguir. Use silenciadores e mate todos os inimigos sem disparar o alarme.
Se os inimigos derem o alarme, eles chamarão reforços. Se isso acontecer, os inimigos após a parte furtiva serão substituídos por versões atualizadas com saúde e armadura aumentadas (uniforme verde) e mais inimigos podem aparecer.
Escudo
Um escudo de energia portátil pode ser usado em algumas áreas desta missão. O escudo fornece proteção contra balas, mas pode ser desativado temporariamente por foguetes de Demomen inimigos. É muito pesado, diminuindo a velocidade de movimento de todas as classes em 60% sempre que está sendo carregado.

#### Operation Blackwood
Operation Blackwood (Operação Blackwood, em PT-BR) é uma operação especial recentemente lançada. Faça parte do esquadrão Omega Black de Oberon e destrua todos os desenvolvimentos técnicos de Warface baseados em tecnologias roubadas - Quantum, Argus e Hadron.
Recompensas especiais
Os jogadores receberão uma caixa de recompensa para cada chefe derrotado como chefe final. No total, você pode obter até três caixas ao derrotar os três chefes. As caixas de recompensa são recebidas após a reinicialização do ciclo de recompensa

#### Prologue
Prólogo ou Solo Mission (Missão Solo, em PT-BR) é uma operação especial curta para conclusão individual ou cooperativa em um time de até 3 jogadores. A missão familiarizará novos jogadores com o projeto, apresentando os momentos e locais mais brilhantes e memoráveis das operações especiais mais populares. Apesar de ser rápido e fácil, ele dará aos veteranos do Warface a oportunidade de aperfeiçoar a mecânica do jogo e apenas se divertir; ao mesmo tempo, os jogadores que retornam terão uma visão geral rápida das mudanças pelas quais o jogo passou desde sua última sessão de jogo. 
Resumidamente, esta missão você joga a cada fase, uma parte de várias missões de sobrevivência já existentes no jogo.

#### Swarm
Swarm (Enxame, em PT-BR) é a mais nova operação especial do jogo. Resumidamente ela consiste em:
Ato 1 
Coletar recursos distribuídos ao longo do mapa, encontrar todos os três códigos de acesso para obter acesso ao perímetro externo da base. Ativar o Veículo EMP e defendê-lo
Dicas:
Recomenda-se ter pelo menos 1.500 recursos antes de ir para o Veículo EMP. Dois jogadores devem se concentrar em obter os códigos de acesso e lutar contra as colmeias e os inimigos, enquanto o terceiro procura por recursos.
Ato 2 
Ativar todos os três geradores de backup ao redor do complexo e ir para o hub central. Adicionar módulos para atualizar Samantha.
Dicas: É recomendável ter pelo menos 7.000 recursos antes de ir para Samantha.
Ato 3 
Avançar protegendo Samantha do Enxame. Usar os hubs técnicos para atualizar Samantha.
Dicas: Existem 2 hubs técnicos no total que permitirão que você atualize Samantha. A melhor maneira de defender Samantha é ficar na frente, já que a maioria dos inimigos surge nessa direção. Existem salas laterais ao longo do caminho principal. Essas salas contêm muitas caixas de recursos e lança-chamas de Hefesto.
Ato 4 
Derrotar a Rainha do Enxame.
Dicas: Evite o ácido e pise. O pipeline no meio indica os dois lados que serão pisoteados. Atire na garganta da Rainha para desativar temporariamente seu ataque de ácido.
Dicas gerais  Você pode usar o lança-chamas de Hefesto para queimar paredes de gosma, permitindo que você entre em salas com uma quantidade maior de caixas de recursos. A classe SED é fraca contra ácido e pisões da Rainha do Enxame, já que esses ataques ignoram os pontos de armadura e essa classe tem apenas 30 pontos de saúde, em comparação com 125 das classes humanas.

### Partidas Ranqueadas(Partidas Classificatórias)
Com o grupo formado e seus melhores equipamentos preparados, você será levado imediatamente para uma Partida Ranqueada em um mapa aleatório. Como todas essas partidas obrigatoriamente precisam de 10 jogadores, divididos em dois grupos de 5, caso o seu grupo contenha um número inferior de participantes, outros serão alocados, aleatoriamente, para completá-lo.
Ao sair vitorioso, você receberá uma quantidade de Elo, a pontuação utilizada para calcular o posicionamento do Ranking. O Elo também funciona como medidor de pareamento, permitindo ao sistema do jogo calcular sua pontuação para encontrar partidas que condizem de maneira mais precisa ao seu nível de habilidade, garantindo assim combates mais equilibrados.
Algo importante de se ter em mente é que em casos de desconexão por qualquer motivo, como, por exemplo, quedas de luz repentinas, você ainda terá a oportunidade de retornar à partida sem penalidades. No entanto, todo jogador que deixar uma partida e não retornar receberá 30 minutos de punição e ainda perderá 1 ponto de Elo.
Agora, depois de altas eliminações e de juntar muito Elo, é hora de coletar os espólios da vitória. Toda vez que subir de Ranking dentro da classificação Elo, uma determinada quantidade de GP e Crown serão entregues, permitindo que você amplie o seu arsenal. Além disso, sempre que uma Season chegar ao fim e contanto que você esteja entre os 10 primeiros, um Desafio especial será entregue para que todos saibam de suas capacidades.
Só que ainda resta mais uma premiação. Aquele que realmente provar seu valor nos campos de batalha de Warface, alcançando assim o topo do Ranking, será premiado com uma Warbox especial. Em seu interior repousa uma das lendárias Skins Jade Dragon, em sua versão Permanente, para que você possa personalizar uma de suas armas favoritas. 

## Classes
Em Warface, você pode jogar com cinco classes diferentes de soldados, são elas: Fuzileiro, Médico, Engenheiro, Sniper e SED. Cada um, além de possuir equipamentos distintos, conta também com habilidades especiais (com exceção do sniper).

### Fuzileiro
O fuzileiro é a classe da infantaria, um combatente bem balanceado e acostumado com a linha de frente. Além de ser bom com armas de médio ou longo alcance, se comparado às outras classes, o fuzileiro pode ganhar acesso a uma maior quantidade de modificações para suas armas, como por exemplo, lançadores de granada. Assim, essa classe pode contar com o arsenal mais variado de todos. O fuzileiro também possui a habilidade de carregar cartuchos de munição, podendo reabastecer sua própria munição quando ela acabar, assim como a de qualquer um de seus aliados.

### Médico
O médico é uma classe de suporte. Ele possui a habilidade de curar e reanimar seus aliados no campo de combate. A principal arma do médico é a escopeta, uma arma letal em combates de curta distância. 

### Engenheiro
O engenheiro é o estrategista do time. Ele é capaz de plantar minas claymores (mina ativada por um laser), que servem para ganhar pontos matando os adversários sem ter que se arriscar num campo de batalha que exija habilidades. Por ser um especialista em explosivos, o engenheiro também é capaz de plantar e desarmar bombas mais rápido do que outras classes, engenheiros também são capazes de restaurar seu colete e o de seus companheiros. A principal arma do engenheiro é a submetralhadora. Eficaz a curta e média distância.

### Sniper
Mais conhecida como a classe do Vitamina, o sniper é uma classe equipada com uma Sniper (Fuzil de precisão), cujo papel muitas vezes é ficar na retaguarda ou cuidando de pontos estratégicos, disparando menos tiros em uma batalha que seus aliados. Entretanto, seus disparos são os que alcançam as maiores distâncias e muitas vezes letal. É a única classe que não possui nenhuma habilidade especial.

### SED
O SED é ideal para jogadores que preferem uma classe de táticas orientadas para "tanques", uma vez que possui um alto valor de blindagem e acesso a armamento pesado. Suas metralhadoras pesadas oferecem munição infinita, embora possam superaquecer sob fogo constante e exigir um período de resfriamento para se tornarem operacionais novamente. É capaz de receber mais dano do que outras classes com armadura significativamente aumentada, embora tenha apenas 30 pontos de saúde, o que o torna vulnerável a ataques corpo a corpo, já que os ataques corpo a corpo ignoram a armadura. Também é significativamente mais lento do que suas contrapartes humanas, embora possa correr por muito mais tempo. Dentre suas habilidades especiais, o SED tem a capacidade de realizar escaladas cooperativas sozinho, bem como a incapacidade de ser derrubado.

## Recepção
Warface já conseguiu vários prêmios e bateu recordes:

### Prêmios
- Premio Runeta - Ganhador em 2012

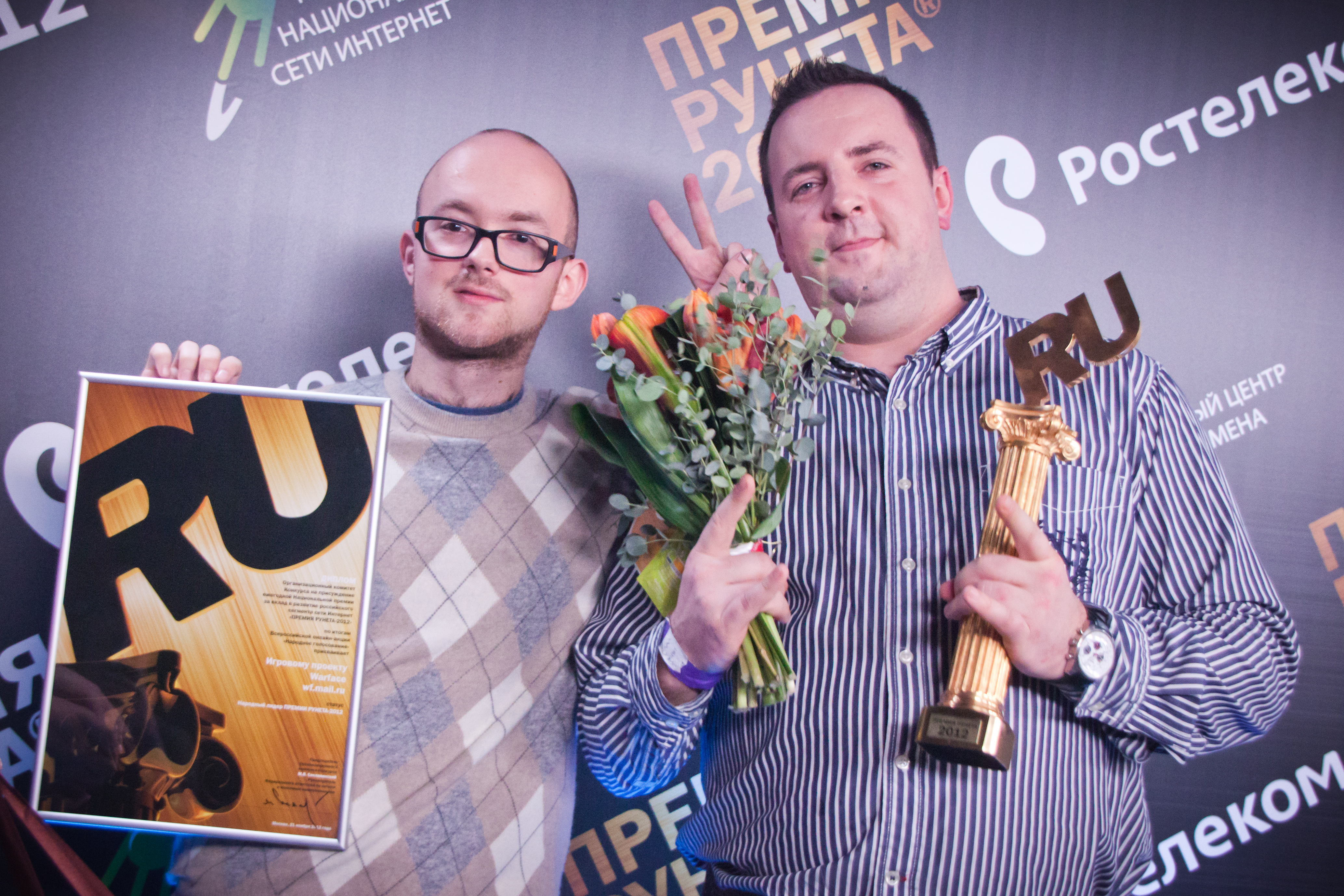
Prêmio Runeta 2012 - Warface

- The European Games Awards "The EGA" - Terceiro lugar de 2012
- Inven - Inven Award Best FPS 2012 "Prêmio Inven ao Melhor FPS de 2012"
- Gamescom - Gamescom Award 2012 "Prêmio Gamescom de 2012"
- Gamescom - Gamescom Award Best Social Game 2012 "Prêmio Gamescom ao Melhor Jogo Social del 2012"
- Gamescom - Gamescom Award Best Casual Game 2012 "Prêmio Gamescom ao Melhor Jogo Casual del 2012"
- Gamescom - Gamescom Award Best Online Game 2012 "Prêmio Gamescom ao Melhor Jogo Online del 2012"
- KRI - KRI Award Best Game 2012 "Prêmio KRI ao Melhor Jogo de 2012"
- KRI - KRI Award Best Graphics 2012 "Prêmio KRI ao jogos com melhores gráficos de 2012"
- IGN Italia - Best of Gamescom 2013 "Melhor da Gamescom de 2013"

### Recordes
- Guinness World Records - Maior quantidade de jogadores conectados simultaneamente em um servidor FPS.